# Kwagh-hir
Kwagh-hir – tradycyjna forma sztuki ludu Tiw zamieszkującego środkowo-wschodnią część Nigerii, obejmująca spektakle o silnym oddziaływaniu wizualnym i umoralniającym, które łączą sztukę lalkarską, maskaradę, poezję, muzykę, taniec i opowiadania.
W grudniu 2019 roku widowisko kwagh-hir wpisane zostało na listę reprezentatywną niematerialnego dziedzictwa kulturowego ludzkości.

## Charakterystyka

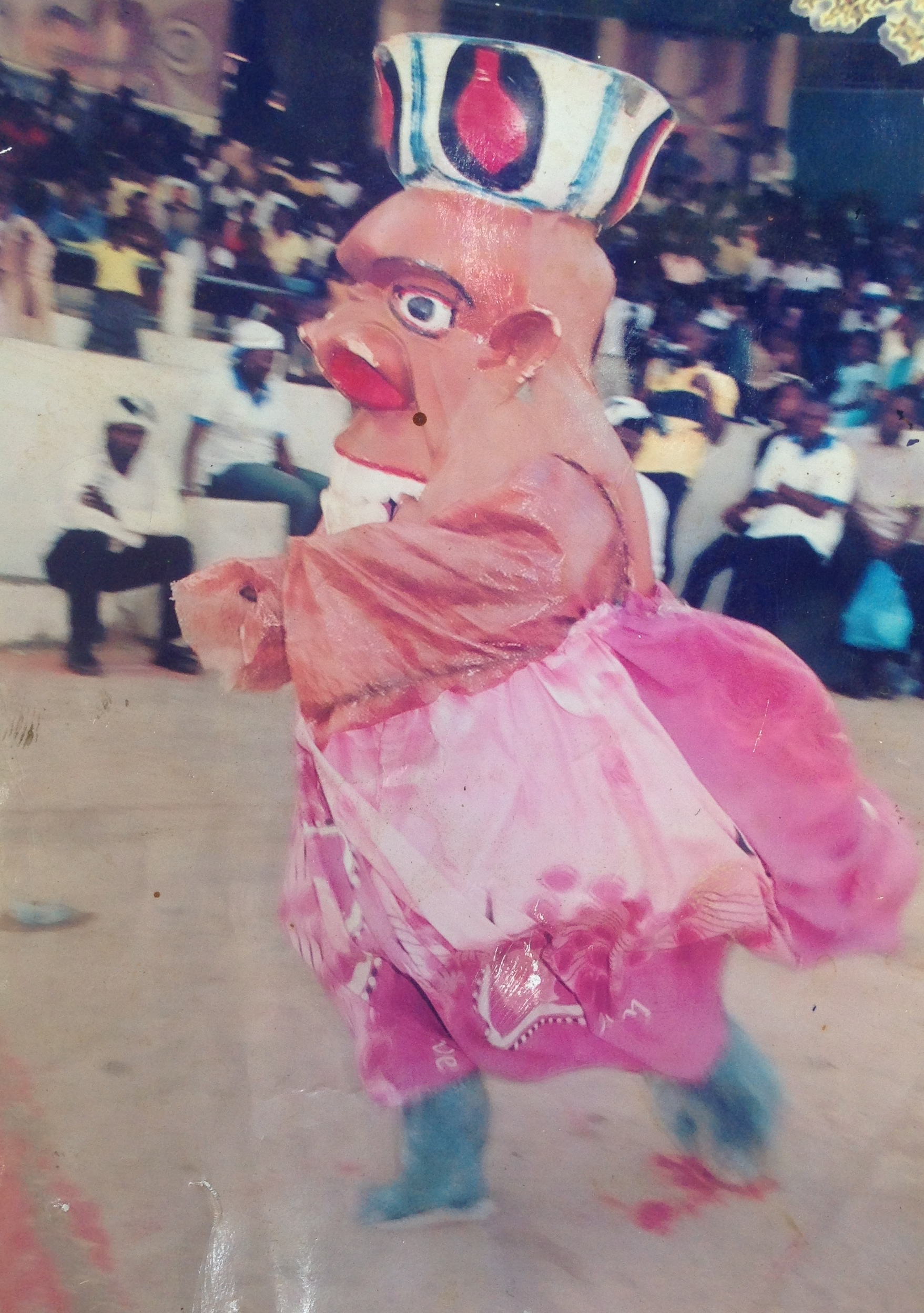
Jedna z postaci kwagh-hir podczas Benue Youth Carnival w Makurdi (2020)

Widowisko kwagh-hir wykonywane jest wśród przedstawicieli ludu Tiw, który stanowi ponad połowę populacji stanu Benue w środkowo-wschodniej części Nigerii i zamieszkuje głównie miasta i miejscowości Makurdi, Gboko, Otukpo, Katsina-Ala, Zaki Biam, Konshisha, Vandeikya i Tarka.
Tradycja wywodzi się ze zwyczaju kwagh-alom, w ramach którego po całym dniu pracy na roli rodziny gromadziły się wokół gawędziarzy opowiadających historie związane z ludem Tiw. Z czasem zaczęli oni dramatyzować swoje opowieści, co doprowadziło do powstania sztuki kwagh-hir we współczesnej formie. Widowisko służy nie tylko rozrywce, ale także przekazuje uniwersalne wartości moralne poprzez prezentację i interpretację dawnej oraz aktualnej rzeczywistości społecznej. Będąc kompleksową formą sztuki teatralnej, kwagh-hir integruje w sobie także inne dziedziny sztuki – lalkarstwo, maskaradę, muzykę, taniec, poezję i opowiadania, które na trzech poziomach (kosmologicznym i ontologicznym, zawodowym oraz rzeczywistości współczesnej) wyrażają codzienność ludu Tiw – jego aspiracje, zmagania, osiągnięcia i porażki.
Przestrzenią, w której odbywają się widowiska kwagh-hir są zarówno rodziny, jak i przestrzenie publiczne (rynki, wiejskie place), gdzie widzowie podziwiają występy, siedząc w półkolu. Tradycja jest własnością wspólnoty, a wiedza i umiejętności przekazywane są na drodze praktyki. Osoby, które są zainteresowane działalnością w teatrze przyjmowane są na naukę pod okiem opiekuna, a po osiągnięciu wymaganego poziomu biegłości zostają przyjęte do trupy. Mogą działać we wszystkich jej sekcjach lub zajmować się jednym, określonym zajęciem, np. grą w orkiestrze, tworzeniem kostiumów i lalek czy inscenizacjami maskowo-dramaturgicznymi. Kobiety często szkolone są w śpiewie i tańcu. Profesjonalni rzeźbiarze finansowani przez społeczność rzeźbią w drewnie nowe maski, gdy stare są już zniszczone.
Regularne występy zespołów zapewniają podtrzymanie tradycji kwagh-hir oraz umożliwiają młodym pokoleniom identyfikowanie się z tą formą sztuki.